# 국도 제61호선 (미국)
국도 제61호선 (US 61)은 길이가 1,406.99 마일 (2,264.33 km)인 미국의 일반 국도로 뉴올리언스에서 와이오밍까지 이어준다. 주요 경유지로는 루이지애나주, 뉴올리언스와 미네소타주, 와이오밍주 사이를 지난다. 해당 국도는 대체적으로 미시시피강을 따라 가고 기점에서는 국도 제90호선과 접촉하며, 종점에서는 주간고속도로 제35호선과 접촉한다. 또한 국도 제61호선은 블루스 장르와 연관이 깊어 블루스 고속도로라고 불리기도 한다.

## 접촉하고 있는 도로

### 주간고속도로
- 주간고속도로 제10호선
- 주간고속도로 제310호선
- 주간고속도로 제12호선
- 주간고속도로 제110호선
- 주간고속도로 제20호선
- 주간고속도로 제69호선
- 주간고속도로 제55호선
- 주간고속도로 제40호선
- 주간고속도로 제555호선
- 주간고속도로 제255호선
- 주간고속도로 제44호선
- 주간고속도로 제64호선
- 주간고속도로 제70호선
- 주간고속도로 제72호선
- 주간고속도로 제280호선
- 주간고속도로 제80호선
- 주간고속도로 제90호선
- 주간고속도로 제494호선
- 주간고속도로 제94호선
- 주간고속도로 제35호선